# Søster-Svenstrup Videdysse
Der Søster-Svenstrup Videdysse ist ein nur im Mittelteil erhaltener Langdysse. Er liegt zwischen Bäumen in einen Garten am Møllevej in Dåstrup westlich von Birkede, bei Viby auf der Insel Seeland in Dänemark. Es gibt mehrere Anlagen dieses Namens in Dänemark (z. B. Videdysse im Horserød Hegn und Videdysse von Viby bei Roskilde).
Der Nordost-Südwest orientierte, nur im Mittelteil erhaltene Resthügel misst etwa 5,0 × 8,0 m. Von der Einfassung des Hügels sind (insbesondere im Nordosten) 16 Randsteine in situ erhalten. Etwa weitere zwei Dutzend verkippter ober verlagerter Randsteine umgeben das Hünenbett oder liegen auf. Im Bereich beider Enden ist das Hünenbett bereits in der Vorzeit mit Rundhügeln von etwa 5,0 m Durchmesser überbaut und dabei gestört worden. Im mittleren Teil liegt ein Urdolmen als Parallellieger. Erhalten sind drei Tragsteine und der Deckstein einer kleinen länglichen Kammer.
In der Nähe liegen die Birkede Langdyssen 1 + 2, der Kokholm Dyssen, der Søster-Svenstrup Langdysse 2 und der Søster-Svenstrup Runddysse.